# Jeonju National University of Education
Jeonju National University of Education är ett universitet i Sydkorea.   Det ligger i staden Jeonju i provinsen Norra Jeolla, i den centrala delen av landet, 200 km söder om huvudstaden Seoul. 